# Iouri Bykov
Pour les articles homonymes, voir Bykov.
Iouri Bykov (russe : Ю́рий Анато́льевич Бы́ков), né le 15 août 1981 à Novomitchourinsk (oblast de Riazan), est un réalisateur russe.

## Biographie
Iouri Bykov vient d'une famille ouvrière d'un village de la région de Riazan, Novomitchourinsk, village né de la construction d'une centrale électrique.
Son père, chauffeur de camion, a quitté le domicile familial quand il avait dix ans.
Il a travaillé comme ouvrier très jeune et a aussi fait du théâtre. Il a été repéré par l'acteur Boris Nevzorov, au cours d'une tournée, alors que Bykov jouait Molière dans une salle de la commune.

## Filmographie
- 2009 : Le Chef (court métrage, également acteur)
- 2010 : Jit (Жить)
- 2013 : Le Major  (Майор) (également acteur)[2]
- 2014 : L'Idiot ! (Дурак)
- 2014 : Les Sapins de Noël 1914 (Ёлки 1914)
- 2015 : La Méthode (Метод) (série télévisée, saison 1)
- 2017 : Les Endormis (Спящие) (série télévisée)
- 2018 : Factory (Завод)
- 2019 : Le Garde (Сторож)
- 2023 : L'Hôte (ru) (Хозяин)
- 2024 : L'Audace (ru) (Лихие) (série télévisée)

## Récompenses et distinctions
- Prix du jury œcuménique du Festival international du film de Locarno 2013 pour Le Major
- Nika du meilleur second rôle à la 27e cérémonie des Nika pour Le Major
- Meilleur film au Festival international du film de Shanghai 2013 pour Le Major
- Prix Gorin de meilleur scénario, festival Kinotavr, 2014, pour The Fool[3],[4]
- Prix du jury œcuménique du Festival de Locarno, 2014, pour The Fool (Durak)[5]
- Premier Prix, Premio Giuria dei giovani (prix du jury des jeunes), Festival international du film de Locarno, 2014, pour The Fool (Durak)[6]
- Atlas d’argent / Prix de la mise en scène, Festival international du film d'Arras, 2014, pour The Fool[7],[8],[9]
- Prix du public, Festival international du film d'Arras, 2014, pour The Fool[9]
- Prix Regards jeunes Région Nord-Pas de Calais, Festival international du film d'Arras, 2014, pour The Fool[9]
- Flèche de Cristal, Festival de cinéma européen des Arcs, 2014, pour The Fool[10]
- Prix du Jury Jeune, Festival de cinéma européen des Arcs, 2014, pour The Fool[11]

## Sélection
- Festival de Cannes 2013